# Gotha T57
Gotha T57 — двухосный вагон для двухстороннего движения, производства народного предприятия «Вагоностроительный завод Гота» города Гота (ГДР). В вагоне расположены две кабины, и четыре двери по две с каждой стороны. Вагоны предназначены для работы на трамвайной колее шириной 1000 мм. Трамвай Gotha T57 выпускался с 1957 по 1961 годы. Вагоны Gotha T57 могли работать в режиме поезда с одним или двумя безмоторными прицепами Gotha В57. При работе в системах без разворотных колец моторный вагон на конечных перецепляли из «головы» состава в его «хвост». Трамваи Gotha T57 были популярны не только в Германии, но и в городах СССР, где имелись трамвайные системы с колеёй шириной 1000 мм. Во многих городах, где на всех конечных были разворотные кольца (Львов, Винница) во время капитальных ремонтов демонтировали кабину и контроллер в хвостовой части моторного вагона, а двери по левую сторону кузова заваривали. В Евпатории, чтобы избежать перецепки моторного вагона на конечных, в прицепные вагоны были перенесены кабина и контроллер из хвостовой части моторного вагона. Сохранились во многих городах, где до сих пор работают линейными, служебными или музейными.

## Линейные вагоны

### Евпатория
В Евпатории эксплуатируются самые старые из вагонов Gotha T57 1957 года выпуска, которые прибыли в город из Симферополя в 1970 году. По состоянию на декабрь 2017 года парк насчитывает 5 вагонов, из которых 3 действующих. Вагоны прошли капитально-восстановительный ремонт на предприятиях Донецка и Днепропетровска. Трамваи работают на маршрутах, на которых нет разворотных колец, а именно — №2, а раньше, до того как пустили трамвай Татра, ещё и на 3 и 4.

### Молочное
С 1989 года Gotha T57 появились в селе Молочное, которое находится вблизи Евпатории. Трамваи поступили из Евпатории для эксплуатации на самом маленьком трамвайном маршруте в мире, который доставлял отдыхающих из пансионата "Береговой" на пляж.  Вагоны, как и в Евпатории, были сцеплены челноком в разные стороны. Последним сезоном эксплуатации было лето 2014 года.

### Винница
В Виннице имеется два трамвайных вагона этой модели. Вагон № 104 на данный момент не работает и находится в разукомплектованом состоянии. Вагон № 100 в 2013 году по случаю 100-летия Винницкого трамвая был передан из Евпатории в обмен на трамвайный вагон «Tatra KT4SU».

### В других городах
Трамваи Gotha T57 можно встретить в других городах Европы и Азии: Вольтерсдорф (9 вагонов), Бад-Шандау (6 вагонов), Наумбург, Бурса и Стамбул (по 3 вагона), Арад (2 вагона) и Франкфурт-на-Одере — 1 вагон.

## Служебные вагоны

### Житомир
В Житомире имеется служебный грузовой вагон Gotha T57, который служит для перевозки рельс и шпал.

### Евпатория
В 2013 году в Евпатории появился вагон для службы ремонта пути.

### Калининград
В Калининграде Gotha T57 переоборудован в снегоочиститель.

### В других городах
В качестве служебного вагоны Gotha T57 можно встретить в городах: Лейпциг, Йена, Котбус, Дрезден, Франкфурт-на-Одере, Плауэн, Гота, Бранденбург-на-Хафеле, Таллин, Хемниц, Магдебург, Цвиккау, Гера.

## Музейные вагоны

### Симферополь
В Симферополе в 2014 году высказали идею установить трамвай Gotha T57 как памятник Симферопольскому трамваю. В вагоне планируется открыть кафе. Трамвай планируют выкупить у Евпатории который работает под номером 012. Ранее он эксплуатировался в Симферополе до закрытия движения в 1970 году. На 2016 год эта идея не осуществлена.

### Винница
Винница имеется два музейных вагона. Один из них прибыл в Винницу к 100 летию открытия трамвая. Вагон был выменян у Евпатории на Tatra KT4.

### Другие города
В городах Европы и Азии также имеются музейные вагоны. Трамваи привлекательны для многих туристов, которые совершают поездки в исторических частях города, так и в живописных. Музейные вагоны Gotha T57 можно встретить в городах: Берген, Дрезден, Франкфурт-на-Одере, Ганновер, Лейпциг, Цвиккау, Магдебург, Хемниц, Галле, Гота, Шверин, Хальберштадт, Йена, Нордхаузен, Гера.